# Gino Cavallini
Gino John Cavallini (* 24. November 1962 in Toronto, Ontario) ist ein ehemaliger italo-kanadischer Eishockeyspieler, der in seiner aktiven Zeit von 1982 bis 2001 unter anderem für die Calgary Flames, St. Louis Blues und Québec Nordiques in der National Hockey League, sowie den EV Landshut in der Deutschen Eishockey Liga gespielt hat. Sein Bruder Paul war ebenfalls ein professioneller Eishockeyspieler.

## Karriere
Gino Cavallini begann seine Karriere als Eishockeyspieler in der Mannschaft der Bowling Green State University, für die er von 1982 bis 1984 aktiv war. Anschließend erhielt der Angreifer am 16. Mai 1984 einen Vertrag als Free Agent bei den Calgary Flames, für die er in den folgenden eineinhalb Jahren ebenso in der National Hockey League spielte wie für deren Farmteam, die Moncton Golden Flames, in der American Hockey League. Am 1. Februar 1986 wurde er zusammen mit Ed Beers und Charlie Bourgeois im Tausch für Joe Mullen, Terry Johnson und Rik Wilson an die St. Louis Blues abgegeben, für die er insgesamt sechs Jahre auf dem Eis stand, ehe er im Februar 1992 von deren Ligarivalen Nordiques de Québec verpflichtet wurde. 
Von 1993 bis 1996 spielte Cavallini für die Milwaukee Admirals in der International Hockey League. Daraufhin ging er nach Europa, wo er einen Vertrag beim EV Landshut aus der Deutschen Eishockey Liga erhielt, für den er ebenso zwei Jahre lang spielte wie anschließend für den EC VSV aus der Österreichischen Bundesliga. Mit den Kärntnern gewann er in der Saison 1998/99 die nationale Meisterschaft. Seine Karriere beendete der Italo-Kanadier im Anschluss an die Saison 2000/01, die er beim EHC Biel aus der Schweizer Nationalliga B verbracht hatte, im Alter von 38 Jahren.

## Erfolge und Auszeichnungen
- 1995 IHL Second All-Star Team
- 1999 Österreichischer Meister mit dem EC VSV